# Suquet de Claude
Le suquet de Claude est un sommet des monts Dore dans le Massif central.

## Géographie

### Situation
Le suquet de Claude est situé sur la commune de Chambon-sur-Lac, au sud-est du puy de l'Angle et à proximité du col de la Croix Saint-Robert.

### Géologie
Le sous-sol du suquet de Claude est constitué de phonolite.

## Protection environnementale
Le puy est inclus dans le site Natura 2000 « Monts Dore », dans la ZNIEFF de type 2 « Monts Dore », ainsi que dans la ZNIEFF de type 1 « Puy de l'Aiguiller - Col de la Croix Saint-Robert ».